# Các vườn quốc gia biển Wadden
Các vườn quốc gia biển Wadden nằm dọc theo vùng duyên hải của Đức nhìn ra phía biển Bắc. Chúng có tên gọi theo biển Wadden và bao gồm 3 vườn quốc gia:
- Vườn quốc gia biển Wadden Schleswig-Holstein, bao gồm vùng duyên hải miền tây Schleswig-Holstein và kể cả các đảo trong quần đảo Bắc Frisia.
- Vườn quốc gia biển Wadden Hamburg, trải dài từ cửa sông Elbe tới các đảo chim nhỏ Neuwerk và Scharhörn, một phần của Hamburg.
- Vườn quốc gia biển Wadden Hạ Saxon, bao gồm vùng duyên hải phía bắc của Hạ Saxon và gộp cả quần đảo Đông Frisia.

Các vườn quốc gia này được phân chia ra như vậy vì mục đích quản lý hành chính, nhưng trên thực tế chúng tạo thành một thực thể sinh thái duy nhất. Mục đích của các vườn quốc gia này là bảo vệ khu vực sinh thái biển Wadden.